# Região Geográfica Imediata de Pedreiras
A Região Geográfica Imediata de Pedreiras é uma das 22 regiões imediatas do estado brasileiro do Maranhão, uma das 4 regiões imediatas que compõem a Região Geográfica Intermediária de Santa Inês-Bacabal e uma das 509 regiões imediatas no Brasil, criadas pelo IBGE em 2017. É composta de 14 municípios, na região do Médio Mearim. Também é a região de exploração de gás natural do estado, que atende ao Complexo Termelétrico Parnaíba, localizado em Santo Antônio dos Lopes. 

## Municípios
| Região geográfica imediata | Código | Municípios                   |
| -------------------------- | ------ | ---------------------------- |
| Pedreiras                  | 210012 | Bernardo do Mearim           |
| Pedreiras                  | 210012 | Capinzal do Norte            |
| Pedreiras                  | 210012 | Esperantinópolis             |
| Pedreiras                  | 210012 | Igarapé Grande               |
| Pedreiras                  | 210012 | Joselândia                   |
| Pedreiras                  | 210012 | Lago do Junco                |
| Pedreiras                  | 210012 | Lago dos Rodrigues           |
| Pedreiras                  | 210012 | Lima Campos                  |
| Pedreiras                  | 210012 | Pedreiras                    |
| Pedreiras                  | 210012 | Poção de Pedras              |
| Pedreiras                  | 210012 | Santo Antônio dos Lopes      |
| Pedreiras                  | 210012 | São Raimundo do Doca Bezerra |
| Pedreiras                  | 210012 | São Roberto                  |
| Pedreiras                  | 210012 | Trizidela do Vale            |